# باکونی‌سنت‌لاسلو
باکونی‌سنت‌لاسلو (به مجاری: Bakonyszentlászló) یک شهرداری در مجارستان است که در ناحیه پانون‌هالما واقع شده‌است. باکونی‌سنت‌لاسلو ۳۸٫۵۱ کیلومتر مربع مساحت و ۱٬۹۰۵ نفر جمعیت دارد.